# ويل كلارك (لاعب كرة قاعدة)
ويل كلارك (بالإنجليزية: Will Clark) هو لاعب كرة قاعدة أمريكي، ولد في 13 مارس 1964 في نيو أورلينز في الولايات المتحدة.

## وصلات خارجية
- ويل كلارك على موقع دوري كرة القاعدة الرئيسي (الإنجليزية)
- ويل كلارك على موقعبيزبول رفرنس.كوم (الدوري الرئيسي) (الإنجليزية)
- ويل كلارك على موقعبيزبول رفرنس.كوم (الدوري الثانوي) (الإنجليزية)
- ويل كلارك على موقع إي إس بي إن.كوم (أم.أل.بي) (الإنجليزية)
- ويل كلارك على موقع مشجعي الرسوم البيانية (الإنجليزية)
- ويل كلارك على موقع أوليمبيديا (الإنجليزية)
- ويل كلارك على موقع قاعة لويزيانا للمشاهير الرياضية (الإنجليزية)
- ويل كلارك على موقع إن إن دي بي (الإنجليزية)